# Reial Audiència de Puerto Rico
La Reial Audiència de Puerto Rico va ser un tribunal de la Corona espanyola a l'illa de Puerto Rico creat el 1831.

## Història
Des de la instal·lació de la Real Audiència de Santo Domingo el 14 de setembre de 1526, Puerto Rico va quedar sota la seva jurisdicció. El 31 de juliol de 1800 la Reial Audiència de Santo Domingo es va traslladar a Santa María del Port-au-Prince (avui Camagüey a Cuba), ja que l'illa de Santo Domingo va ser cedida a França en 1795 pel tractat Basilea.
El 19 de juny de 1831 un decret del rei Fernando VII va crear la Reial Audiència de Puerto Rico, que es va instal·lar el 23 de juliol de 1832, sent el seu president el governador i capità general fins a 1861, quan es va separar al governador d'aquesta funció. Fou el primer president el governador Miguel de la Torre y Pando. Integraven l'Audiència el governador com a president ex-ofici (fins a 1861), un regenti, quatre oidors (un d'ells era auditor de guerra) i el fiscal.
En 1854 va ser creada una segona Sala de Justícia en la Reial Audiència. En passar Puerto Rico a la sobirania dels Estats Units per mitjà del tractat de París el 1898, la Reial Audiència va ser substituïda pel Tribunal Suprem de Puerto Rico.